# Championnat DTM 2011
Navigation
Édition précédente Édition suivante

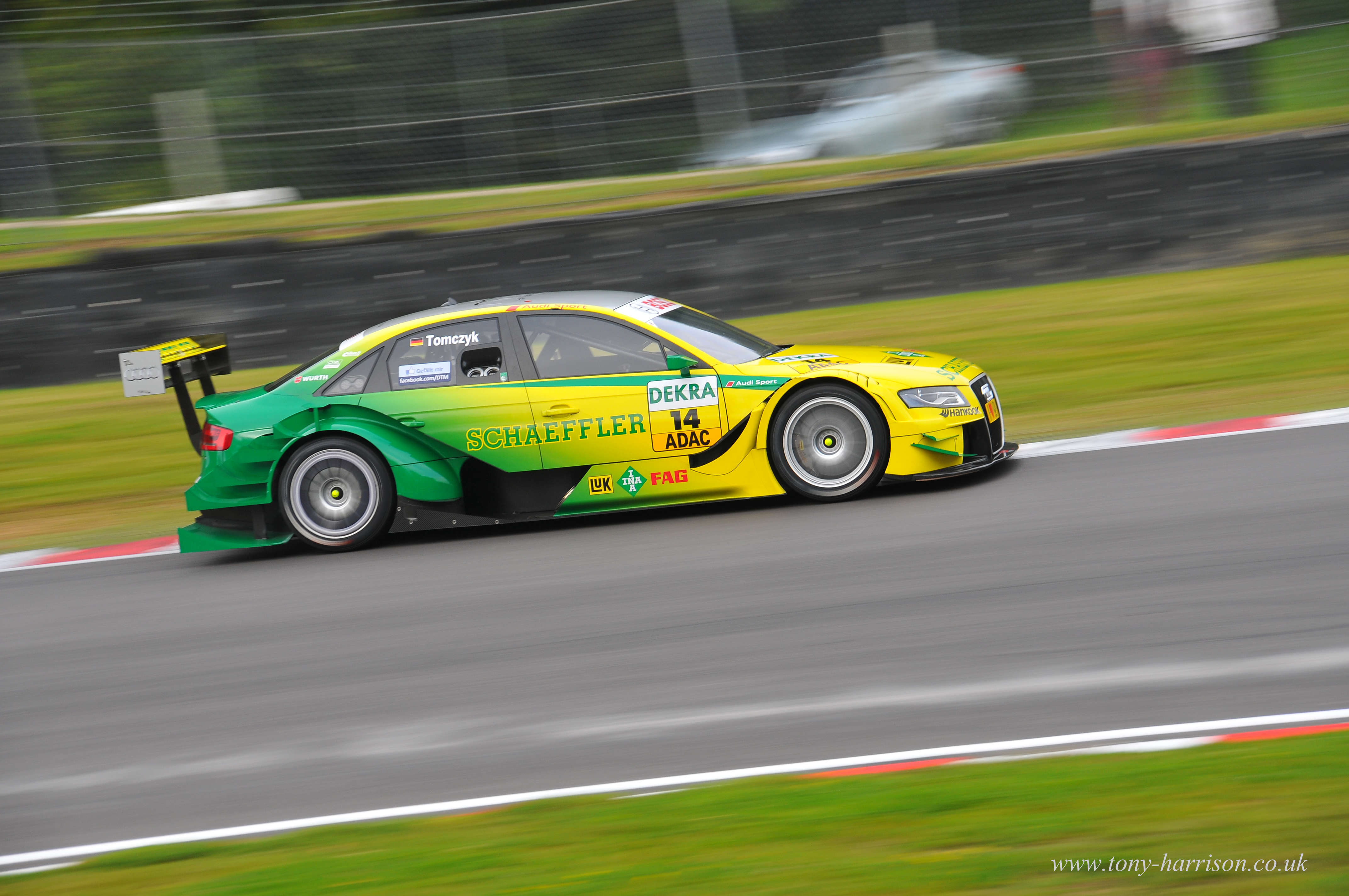
DTM Brands Hatch 2011

Le championnat DTM 2011 se déroule du 1er mai 2011 au 23 octobre 2011, sur un total de 10 courses auxquelles s'ajoute une épreuve hors championnat qui se court dans le Stade olympique de Munich.
Martin Tomczyk remporte son premier titre dans cette compétition au volant d'une Audi A4 DTM 2008 du Team Phoenix.

## Engagés
| Constructeur  | Modèle                     | Écurie             | No. | Pilotes              | Courses   |
| ------------- | -------------------------- | ------------------ | --- | -------------------- | --------- |
| Mercedes-Benz | AMG-Mercedes C-Klasse 2009 | HWA Team           | 2   | Gary Paffett         | Tous      |
| Mercedes-Benz | AMG-Mercedes C-Klasse 2009 | HWA Team           | 3   | Bruno Spengler       | Tous      |
| Mercedes-Benz | AMG-Mercedes C-Klasse 2009 | HWA Team           | 6   | Ralf Schumacher      | Tous      |
| Mercedes-Benz | AMG-Mercedes C-Klasse 2009 | HWA Team           | 7   | Jamie Green          | Tous      |
| Mercedes-Benz | AMG-Mercedes C-Klasse 2008 | Persson Motorsport | 10  | Susie Wolff          | Tous      |
| Mercedes-Benz | AMG-Mercedes C-Klasse 2008 | Persson Motorsport | 11  | Christian Vietoris   | Tous      |
| Mercedes-Benz | AMG-Mercedes C-Klasse 2008 | Persson Motorsport | 20  | Renger Van der Zande | Tous      |
| Mercedes-Benz | AMG-Mercedes C-Klasse 2008 | Mücke Motorsport   | 16  | Maro Engel           | Tous      |
| Mercedes-Benz | AMG-Mercedes C-Klasse 2008 | Mücke Motorsport   | 17  | David Coulthard      | Tous      |
| Audi          | Audi A4 DTM 2009           | Abt Sportsline     | 4   | Timo Scheider        | Tous      |
| Audi          | Audi A4 DTM 2009           | Abt Sportsline     | 5   | Oliver Jarvis        | Tous      |
| Audi          | Audi A4 DTM 2009           | Abt Sportsline     | 8   | Mattias Ekström      | Tous      |
| Audi          | Audi A4 DTM 2009           | Abt Sportsline     | 9   | Mike Rockenfeller    | 1–3, 5–10 |
| Audi          | Audi A4 DTM 2009           | Abt Sportsline     | 9   | Tom Kristensen       | 4         |
| Audi          | Audi A4 DTM 2008           | Abt Sportsline     | 22  | Miguel Molina        | Tous      |
| Audi          | Audi A4 DTM 2008           | Team Phoenix       | 14  | Martin Tomczyk       | Tous      |
| Audi          | Audi A4 DTM 2008           | Team Phoenix       | 15  | Rahel Frey           | Tous      |
| Audi          | Audi A4 DTM 2008           | Team Rosberg       | 18  | Filipe Albuquerque   | Tous      |
| Audi          | Audi A4 DTM 2008           | Team Rosberg       | 19  | Edoardo Mortara      | Tous      |

## Courses de la saison 2011
| Manche           | Circuit                   | Date         | Pole Position     | Meilleur tour     | Pilote vainqueur  | Écurie vainqueur |
| ---------------- | ------------------------- | ------------ | ----------------- | ----------------- | ----------------- | ---------------- |
| 1                | Hockenheim                | 1er mai      | Bruno Spengler    | Bruno Spengler    | Bruno Spengler    | HWA Team         |
| 2                | Zandvoort                 | 15 mai       | Bruno Spengler    | Mike Rockenfeller | Mike Rockenfeller | Abt Sportsline   |
| 3                | Red Bull Ring             | 5 juin       | Martin Tomczyk    | Bruno Spengler    | Martin Tomczyk    | Team Phoenix     |
| 4                | Lausitzring               | 19 juin      | Bruno Spengler    | Timo Scheider     | Martin Tomczyk    | Team Phoenix     |
| 5                | Norisring                 | 3 juillet    | Bruno Spengler    | Jamie Green       | Bruno Spengler    | HWA Team         |
| Hors championnat | Stade olympique de Munich | 16 juillet   |                   |                   | Edoardo Mortara   | Team Rosberg     |
| Hors championnat | Stade olympique de Munich | 17 juillet   |                   |                   | Bruno Spengler    | HWA Team         |
| 6                | Nürburgring               | 7 août       | Mattias Ekström   | David Coulthard   | Mattias Ekström   | Abt Sportsline   |
| 7                | Brands Hatch              | 4 septembre  | Mike Rockenfeller | Martin Tomczyk    | Martin Tomczyk    | Team Phoenix     |
| 8                | Oschersleben              | 18 septembre | Miguel Molina     | Mattias Ekström   | Mattias Ekström   | Abt Sportsline   |
| 9                | Valencia                  | 2 octobre    | Mattias Ekström   | Timo Scheider     | Mattias Ekström   | Abt Sportsline   |
| 10               | Hockenheim                | 23 octobre   | Miguel Molina     | Jamie Green       | Jamie Green       | HWA Team         |

## Classement des pilotes
| Position | Pilote             | Voiture                | Victoires | Points |
| 1        | Martin Tomczyk     | Audi A4 2008           | 3         | 72     |
| 2        | Mattias Ekström    | Audi A4 2009           | 3         | 52     |
| 3        | Bruno Spengler     | Mercedes Classe C 2009 | 2         | 51     |
| 4        | Timo Scheider      | Audi A4 2009           | 0         | 36     |
| 5        | Jamie Green        | Mercedes Classe C 2009 | 1         | 35     |
| 6        | Mike Rockenfeller  | Audi A4 2009           | 1         | 31     |
| 7        | Gary Paffett       | Mercedes Classe C 2009 | 0         | 25     |
| 8        | Ralf Schumacher    | Mercedes Classe C 2009 | 0         | 21     |
| 9        | Edoardo Mortara    | Audi A4 2008           | 0         | 21     |
| 10       | Oliver Jarvis      | Audi A4 2009           | 0         | 14     |
| 11       | Miguel Molina      | Audi A4 2009           | 0         | 11     |
| 12       | Filipe Albuquerque | Audi A4 2008           | 0         | 9      |
| 13       | Maro Engel         | Mercedes Classe C 2008 | 0         | 5      |
| 14       | Christian Vietoris | Mercedes Classe C 2008 | 0         | 4      |
| 15       | Tom Kristensen     | Audi A4 2009           | 0         | 2      |
| 16       | David Coulthard    | Mercedes Classe C 2008 | 0         | 1      |